# PC-7 Team
PC-7 Team – zespół akrobacyjny sił powietrznych Szwajcarii, z bazą macierzystą w Dübendorfie. Piloci podziwiając sukcesy grupy Patrouille Suisse postanowili stworzyć swój własny zespół akrobacyjny latający na samolotach szkolnych produkcji szwajcarskiej Pilatus PC-7. Właśnie od nazwy samolotów wybranych do zespołu grupa przyjęła nazwę PC-7 Team. Początkowo tworzyło ją 6 samolotów. Następnie grupa wzbogaciła się o 3 maszyny. Obecnie grupa stanowi jeden z liczących się zespołów akrobacyjnych na świecie. Samoloty Pilatus PC-7, których używa grupa są pomalowane w barwy zespołowe i posiadają tzw. wytwornicę dymów.